# Исак Карасо
Исак Карасо е еврейски лекар и бизнесмен, основател на международния производител на хранителни стоки „Данон“.

## Биография
Исак Карасо е роден в 1874 година в Солун, тогава в Османската империя, днес Гърция, в известния сефарадски род Карасо (срещано и като Карасу). Исак е племенник на политика от Османската империя Емануил Карасо. След Балканските войни в 1916 година семейството се мести да живее в Барселона. В 1917 година Исак започва да пласира кисело мляко, което именува на сина си Даниел Карасо, чийто прякор на каталонски е Данон. Постепенно бизнесът се разраства и в 1929 година отварят фабрика за кисело мляко в Париж.
След като Исак умира в 1939 година, синът му Даниел поема семейния бизнес.